# Gran Trak 10
Gran Trak 10 est un jeu vidéo de course automobile développé par Atari Inc., sorti en 1974 sur borne d'arcade. 
Gran Trak 10 est considéré comme le premier jeu de course automobile et constitue l'archétype du jeu de course en vue aérienne à écran fixe. Le jeu a connu une descendance prolifique à travers divers révisions et déclinaisons qui ont amélioré l'expérience de jeu : Gran Trak 20, une version deux joueurs qui incorpore des plaques d'huiles, Track 10 et Track 20, des versions proposées dans une borne d'arcade plus compacte, Formula K, qui implémente un chronomètrage au tour, et Twin Racer, son équivalent deux joueurs.

## Système de jeu
Dans Gran Trak 10, le joueur conduit une automobile et doit courir contre la montre afin d'accumuler un maximum de points. Le circuit est intégralement représenté à l'écran, en vue de dessus. La borne d'arcade est équipée d'un volant directionnel, d'un levier de vitesse (1, 2, 3, R) et d'un pédalier (accélération, frein).

## Production
Gran Trak 10 est l'un des premiers jeux de la société Atari Inc., pionnier américain du jeu d'arcade, après le fameux Pong. La production du jeu engendre d'emblée 500 000 USD de pertes, contribuant aux difficultés financières de la société en 1974, qui se trouve alors au bord de la faillite. Des défauts de conception ont d'abord entraîné un surcoût de développement et un retard de la production : Al Alcorn a dû revoir et corriger le jeu avant son lancement test en mars 1974. Mais surtout, une erreur de comptabilité voit le jeu être commercialisé à 995$ alors qu'il en coûte 100$ de plus à fabriquer.
Le système d'arcade embarque une forme de mémoire morte (ROM) pour stocker les données graphiques, ce qui est une première.

## Descendance
Kee Game, une société écran créée par Atari pour contourner les restrictions des distributeurs, a commercialisé Formula K et Twin Racer (1974). Le jeu a connu d'autres descendants. Indy 800 (1975) est une version qui permet à huit joueurs de concourir simultanément autour d'un même écran : les véhicules arborent une couleur différente. Indy 4 (1976), la version quatre joueurs. Le Mans (1976) est une déclinaison solo qui proposent dix circuits. Indy 500 (1977) est une adaptation sur Atari 2600, commercialisée au lancement de la console, qui est jouable à deux et implémente des modes additionnels. La série Sprint (1976-1989) est considérée comme un autre descendant de Gran Trak 10. 